# Georges-Hilaire Dupont
Georges-Hilaire Dupont OMI (ur. 16 listopada 1919 w Virey, zm. 29 stycznia 2020 w Saint-Hilaire-du-Harcouët) – francuski duchowny rzymskokatolicki posługujący w Czadzie, w latach 1964–1975 biskup Pala.

## Życiorys
Święcenia kapłańskie przyjął 9 maja 1943. 16 stycznia 1964 został prekonizowany biskupem Pala. Sakrę biskupią otrzymał 1 maja 1964. 28 czerwca 1975 zrezygnował z urzędu.